# Cecilie Stenspil
Cecilie Stenspil (* 22. Oktober 1979 in Glostrup, Dänemark) ist eine dänische Schauspielerin.

## Leben
Cecilie Stenspil absolvierte ihre Ausbildung von 2002 bis 2006 an der Schauspielschule des Odense-Theaters. Seit sie zehn Jahre alt ist, arbeitet sie als Synchronsprecherin, etwa für die dänischen Fassungen der US-Zeichentrickserien Winx Club, Powerpuff Girls, Dinosapien und Kuzco’s Königsklasse. Für ihre Hauptrolle in Breaking the Waves am Odense Theater wurde sie im März 2009 für den dänischen Reumert-Preis als „Beste Hauptdarstellerin“ nominiert. Das Stück selbst erhielt den Reumert-Preis 2009 für die „Beste Aufführung“.
Ihr Debüt als Fernsehschauspielerin hatte Cecilie Stenspil in Protectors – Auf Leben und Tod als Personenschützerin mit Migrationshintergrund. 2010 wurde sie mit dem Ove-Sprogøe-Preis ausgezeichnet.

## Filmografie
- 2009: Reimers
- 2009: Protectors – Auf Leben und Tod (Livvagterne)
- 2011: Danmarks Indsamling 2011
- 2011: Live fra Bremen
- 2011: Orla Frøsnapper
- 2012: Gummi T
- 2013–2014: Badehotellet
- 2014: Midtimellem
- 2017: Countdown Copenhagen (Gidseltagningen, Fernsehserie)